# Adoretus phauki
Adoretus phauki – gatunek chrząszcza z rodziny poświętnikowatych i podrodziny rutelowatych.

## Taksonomia
Gatunek ten opisany został po raz pierwszy w 2022 roku przez Pola Limbourga, Jérôme’a Constanta i Matthiasa Seidela na łamach „Belgian Journal of Entomology”. Jako lokalizację typową wskazano Chambok w prowincji Kâmpóng Spœ w Kambodży. Epitet gatunkowy nadano na cześć Sophany Phauka.

## Morfologia
Jedynym znanym okazem jest samiec o ciele długości 11 mm i szerokości 5 mm. Szeroka głowa jest rudobrązowa z czarniawymi żeberkiem nadustka i występami policzków. Zaokrąglony nadustek w całości pokrywają guzki, a czoło i ciemię gęsto rozmieszczone dołeczki. Żółtawe czułki buduje dziesięć członów. Rudobrązowe z czarnymi kropkami przy bocznych krawędziach przedplecze ma zarys szerszy niż dłuższy, prostokątny z nieco kanciasto pośrodku zagiętymi bokami. Wszystkie jego krawędzie są opatrzone żeberkiem, a powierzchnia gęsto dołeczkowana. Jajowatego kształtu tarczkę rzeźbią głębokie punkty w kształcie podkowy. Rudobrązowe z czarniawym szwem, dłuższe niż szerokie pokrywy mają punktowane rzędy, bezładnie punktowane międzyrzędy oraz wyższe od nich żeberka. Na przedpleczu i pokrywach obecny jest słaby połysk metaliczny w odcieniu różowawym lub zielonkawym. Pygidium jest zaokrąglone z prawie prostą krawędzią wierzchołkową. Wyrostek przedpiersia jest krótki i zaokrąglony. Odnóża przedniej pary mają dość wąskie, trójzębne golenie. Genitalia samca cechują stosunkowo wydłużone paramery, które w widoku grzbietowym mają boki równoległe do połowy długości, a dalej zbieżne, w widoku bocznym zaś są na całej długości zakrzywione. 

## Rozprzestrzenienie
Gatunek orientalny, endemiczny dla Kambodży, znany tylko z lokalizacji typowej.